# Marichyasana IV
Marichyasana IV (Sanskriet voor Marichihouding IV) is een houding of asana.
Dit is de vierde van de vier yogahoudingen die genoemd zijn naar Marichi, volgens de overlevering de zoon van Brahma en leider van de Maruts, de krijgshaftige stormgoden. Hij is een van de zeven rishi's die de dharma, de heilige wetten van het universum, kunnen uitspreken. Marichi is de overgrootvader van Manu, Sanskriet voor man, denkend, intelligent, de Vedische Adam en vader van de mensheid. Marichi betekent letterlijk lichtstraal.
| Sanskriet | vertaling                                      |
| Marichi   | Letterlijk: lichtstraal Legendarisch: oervader |
| asana     | houding (letterlijk: 'zit')                    |

## Beschrijving
De houding begint in de Stafhouding. De linkerknie wordt gebogen en in de rechterlies gelegd. De rug moet iets naar achteren worden gebogen, zodat de rechterknie gebogen kan worden en de rechterhiel tegen het achterwerk gezet kan worden. De rechterknie moet iets naar binnen worden geduwd en de knie moet worden vastgehouden met de linkerbovenarm. Daarna wordt de linkeronderarm aan de binnenkant langs het rechterbeen gevouwen en de handpalm boven op de rechterdij gelegd. De mediterende legt hierna de rechterarm achter de rug langs op de linkerdij en kijkt naar rechts. In deze houding ademt hij een paar keer in en uit en herhaalt de houding vervolgens nogmaals aan de andere zijde. Wanneer de handen elkaar niet kunnen raken, is er een variatie mogelijk door een touw of een doek tussen beide handen te houden, zodat de strekking tot stand kan komen.